# Henri Leclercq
Henri Leclercq (* 4. Dezember 1869 in Tournai, Belgien; † 23. März 1945 in London) war ein katholischer Theologe und Kirchenhistoriker.

## Leben
In Tournai besuchte er die Grundschule der Frères des écoles chrétiennes und das Collège Notre Dame, das er aber schon als 17-Jähriger verließ, als seine Mutter (der Vater war bereits 1874 gestorben) mit ihm und seiner älteren Schwester nach Paris übersiedelte, wo die Familie die französische Staatsbürgerschaft annahm. In Frankreich leistete er vom 31. Oktober 1889 bis 31. Oktober 1892 freiwilligen Militärdienst, den er als Sergeant-fourrier abschloss (in späteren Reserveübungen stieg er zum Sous-lieutenant auf).
Im Herbst 1893 trat Leclercq in die Benediktinerabtei Solesmes ein, wo er am 15. Januar 1895 die einfachen Ordensgelübde ablegte. 1896 wurde er zusammen mit dem Prior Fernand Cabrol und einigen weiteren Mönchen nach Farnborough (Südengland) geschickt, wo Exkaiserin Eugénie von Frankreich als Grablege für Napoléon III. und ihren Sohn Eugène Louis Napoléon das Kloster Saint Michael’s Abbey gestiftet hatte. Hier empfing er am 24. August 1898 die Priesterweihe. In Farnborough begann Leclercq auf Anregung von Cabrol damit, umfangreiche wissenschaftliche Sammelwerke herzustellen, hier nahm auch das von beiden gemeinsam, nach Cabrols Tod von Leclercq allein herausgegebene Dictionnaire d’archéologie chrétienne et de liturgie Gestalt an (das wohl schon in Solesmes geplant worden war). Zur Arbeit an diesen Werken verbrachte Leclercq immer mehr Zeit im nahen London, im Lesesaal des British Museum, was dazu führte, dass er als Hausgeistlicher in das italienische Hospital am Queen’s Square, später in das Kloster Unserer Lieben Frau von Sion in Bayswater übersiedelte und schließlich 1924 aus dem Orden (dem er als Oblat verbunden blieb) entlassen wurde und in den Weltklerus der Diözese Westminster eintrat.
Die Urteile über den Wert seiner wissenschaftlichen Leistungen gehen auseinander, als reiche Materialsammlungen zur kritischen Benutzung sind sie jedoch brauchbar. Seine letzten Manuskripte konnten z. T. erst nach dem Ende des Zweiten Weltkriegs gedruckt werden.

## Schriften (Auswahl)
Von seinen Werken seien hier nur die umfangreichsten genannt (vgl. das Schriftenverzeichnis bei Klauser S. 137–144):
- (zusammen mit Fernand Cabrol) Relliquiae liturgicae vetustissimae, 2 Bde., Paris 1902. 1913.
- Les martyrs. Recueil des pièces authentiques sur les martyrs depuis les origines du christianisme jusqu’au XXe siècle, 15 Bde., Paris bzw. Tours 1902–1924.
- (zusammen mit Fernand Cabrol und unter Mitarbeit weiterer Beiträger) Dictionnaire d’archéologie chrétienne et de liturgie, 15 Doppel-Bde., Paris 1903–1953.
- L’Afrique chrétienne, 2 Bde., Paris 1904.
- L’Espagne chrétienne, Paris 1906.
- Carl Joseph Hefele, Histoire des conciles d’après les documents originaux. Nouvelle traduction française corrigée et augmentée par un religieux bénédictin (von Bd. 2,2 an par Henri Leclercq), 9 Doppel-Bde., Paris 1907–1931.
- Manuel d’archéologie chrétienne depuis les origines jusqu’au VIIIe siècle, 2 Bde., Paris 1907.
- "Histoire du déclin et de la chute de la monarchie française" ("Arbeitstitel", der bibliographisch nicht erscheint; die einzelnen Bände bzw. Bandgruppen tragen eigene Titel), 11 Bde., Paris 1921–1940.
- Saint-Benoît-sur-Loire. Les reliques, le monastère, l’église, Paris 1925.
- La vie de Notre-Seigneur Jésus-Christ, Paris 1928.
- La vie chrétienne primitive, Paris 1928.
- L’ordre bénédictin, Paris 1930.
- A Chronicle of Social and Political Events from 1640 to 1914. In: Edward Eyre (Hrsg.), European Civilization. Its Origin and Development, Bd. 6, London 1937, S. 1–717.
- Mabillon, 2 Bde., Paris 1953. 1957.